# باتريك روبنسون (منافس ألعاب قوى)
باتريك روبنسون (بالإنجليزية: Patrick Robinson)‏ هو منافس ألعاب قوى جامايكي، ولد في 12 نوفمبر 1943.

## وصلات خارجية
- باتريك روبنسون على موقع أوليمبيديا (الإنجليزية)